# Garpbäcken
Garpbäcken är ett naturreservat i Lindesbergs kommun i Örebro län.
Området är naturskyddat sedan 2015 och är 66 hektar stort. Reservatet består av våtmarker och skog omkring bäcken med detta namn. Skogen är en barrskog med stort inslag av lövträd.